# Saint-Denoual
Saint-Denoual è un comune francese di 430 abitanti situato nel dipartimento delle Côtes-d'Armor nella regione della Bretagna.

## Società

### Evoluzione demografica
Abitanti censiti